# Stéphanie Surrugue
Stéphanie Marie Surrugue (født 3. februar 1977 i Hvidovre) er en dansk-fransk journalist og forfatter, der arbejder som international korrespondent for DR.

## Karriere
Surrugue har gået på Institut Sankt Joseph på Østerbro, inden hun blev sproglig student fra Greve Gymnasium (1995). Hun er uddannet inden for humaniora, fransk og journalistik ved Roskilde Universitet og Institut Catholique de Paris.
Hun var reportagejournalist og kulturskribent på dagbladet Politiken (2001-2011). Parallelt hermed har hun skrevet de anmelderroste bestsellere Det Store Bogtyveri (2005, med Lea Korsgaard) og Enegænger – portræt af en prins (2010) om prins Henrik.
I 2011 kom hun til TV 2, hvor hun blev vært og redaktionschef på Kulturen på NEWS (2011-2014), der i 2012 blev hædret med TV-prisen for 'Årets Aktualitetsprogram', inden hun kom til morgenprogrammet Go' morgen Danmark (2014-2015).
Hun er en fast del af radioprogrammet Sara og Monopolet (tidligere Mads og Monopolet) på DR's P4 (siden 2010) og har i flere år dækket Tour de France for Politiken og TV 2. Har desuden skrevet klummer i flere ugeblade
I september 2015 skiftede hun til DR som korrespondent i USA. Her dækkede hun blandt andet præsidentvalget 2016, sammen med Johannes Langkilde. Ved Prix Radio 2017 blev et indslag, hvor hun afslørede for Trump-vælgere, at Donald Trump faktisk havde vundet præsidentvalget, kåret som ’Årets øjeblik 2017’.
1. februar 2017 flyttede hun til Paris for at blive DR's nye internationale korrespondent med base i Frankrig, og i 2021 vendte hun hjem til Danmark, hvor hun fortsat fungerer som international korrespondent. Surrugue er bl.a. vært på DR’s rejseserie Danskere i Verden, som i 2023 modtog Copenhagen Goodwill Ambassadors pris , og vært på DR's udenrigspodcast Stjerner og striber, som i 2022 modtog Prix Audio for Årets Nyheds- og Aktualitetsprogram.
Den 17. februar 2024 var hun vært for Dansk Melodi Grand Prix 2024 sammen med Sara Bro, hvilket hun gentog året efter i 2025 med selvsamme værtsmakker.

## Hæder og priser
- GWA Award 2023 (Copenhagen Goodwill Ambassadors)
- Prix Audio: Årets Nyheds- og Aktualitetsprogram
- Prix Radio: Årets radioøjeblik (2017, med DR P1).
- TV-prisen: Årets kvindelige tv-vært (2015).
- Ridder af Dannebrog[10] (2014).
- TV-prisen: Årets kvindelige tv-vært (2014).
- TV-prisen: Årets tv-talent (2012).[11]
- Politikens Høruppris (2010, for dækningen af jordskælvskatastrofen i Haiti med fotograf Peter Hove Olesen).[12]
- De Berlingske Journalisters Pris (2005, for dækningen af milliontyverierne på Det Kongelige Bibliotek sammen med Lea Korsgaard).

## Privatliv
Stéphanie Surrugue er datter af den franske cykelrytter Roland Surrugue (en) og en dansk mor og er gennem sin far stærkt påvirket af fransk sprog og kultur. Hun er svigerinde til den danske cykelrytter Dan Frost. Privat danner hun par med journalisten Lasse Engelbrecht Jensen 